# Sheffield, Ohio
Sheffield är en bykommun (village) i Lorain County i delstaten Ohio, USA. Den gränsar till kommunen Sheffield Township. 